# Дисперсия (теория на вероятностите)
Вижте пояснителната страница за други значения на Дисперсия.
Дисперсия на случайна величина е мярка за разпределението на дадена случайна величина, тоест нейното отклонение от математическото очакване.
В българската и руската литература се обозначава с {\displaystyle D[X]}, а в чуждестранната литература с {\displaystyle \operatorname {Var} \,(X)} (на английски: variance, дисперсия). В статистиката често се използва означението {\displaystyle \sigma _{X}^{2}} или само {\displaystyle \displaystyle \sigma ^{2}}.
Квадратният корен от дисперсията, равен на {\displaystyle \displaystyle \sigma }, се нарича средноквадратично отклонение, или още стандартно отклонение. Стандартното отклонение се измерва в същите единици, както и самата случайна величина, а дисперсията в същите единици на квадрат. 

## Формула
Дисперсията се пресмята по следната формула:
{\displaystyle Var(X)=E[(X-E(X))^{2}]},
където {\displaystyle E} е математическото очакване.

## Свойства
{\displaystyle Var(X)=E(X^{2})-[E(X)]^{2}}